# António Ferreira de Amorim
António Ferreira de Amorim (Mozelos, Santa Maria da Feira, 15 de Julho de 1928 - 14 de Maio de 2024) foi um empresário português, ligado ao grupo Corticeira Amorim.

## Biografia
Nasceu em Julho de 1928, em Mozelos, no concelho de Santa Maria da Feira. Frquentou o Colégio de São Luís, em Espinho, e a Escola Académica do Porto.
Integrou-se no grupo Amorim & Irmãos em 1949, aos vinte anos de idade. Alcançou a posição de presidente da Corticeira Amorim, tendo sido um dos quatro irmãos que estiveram à frente daquela empresa ao longo de cerca de cinquenta anos, período durante o qual conheceu um acentuado crescimento, tornando-a no maior produtor de cortiça a nível mundial. Foi sucedido neste posto pelo seu filho, António Rios de Amorim. Presidiu igualmente à COTEC Portugal - Associação Empresarial para a Inovação.
Em 2023, a revista Forbes fez uma análise do seu património, tendo avaliado a sua riqueza em 790 milhões de Euros, sendo então a décima oitava pessoa mais abastada em Portugal.
Faleceu em 14 de Maio de 2024, aos 95 anos de idade, tendo sido o último dos quatro irmãos que lideraram a Corticeira Amorim. O primeiro foi Américo Amorim, que morreu em 2017, e depois faleceram José Ferreira Amorim, em 2022, e Joaquim Amorim, em 2023. Na sequência do seu falecimento, a Corticeira Amorim emitiu uma nota de pesar onde classificou António Ferreira como uma «figura maior da terceira geração da família», conhecido pelo seu «exemplo de trabalho, determinação, coragem e responsabilidade», e explicou que «ao longo de mais de 70 anos de trabalho, António Ferreira Amorim contribuiu de forma relevante para a definição e execução da estratégia da Corticeira Amorim», e que «a sua paixão era a cortiça e o montado, tendo sido precursor da implementação das melhores práticas de gestão e produção florestal».
A sua morte também foi lamentada pela COTEC, que destacou o seu «legado de paixão pela Cortiça, conhecimento profundo do negócio e proximidade humana com as pessoas que o tornam possível».